# Čudesne zvijeri i gdje ih naći (2016.)
Čudesne zvijeri i gdje ih naći (eng. Fantastic Beasts and Where to Find Them) je fantasy film iz 2016. godine u režiji David Yatesa. Zajednička britanska i američka produkcija, film je istovremeno pred-priča i zasebno poglavlje u svijetu Harry Pottera. Film je producirala i napisala J. K. Rowling u svom scenarističkom debiju, inspirirano isto imenim "Vodičem" iz 2001. godine. Film sadrži glumačku postavu koja uključuje Eddie Redmayne, Katherine Waterston, Dan Fogler, Alison Sudol, Ezra Miller, Samantha Morton, Jon Voight, Carmen Ejogo i Colin Farrella. To je prvo poglavlje u serijalu Čudesne zvijeri, a deveti film u ukupnoj franšizi Wizarding World koja je započela filmovima o Harry Potteru.
Čudesne zvijeri i gdje ih naći  premijerno su predstavljene u New Yorku 10. studenoga 2016., a prikazane su u kinima širom svijeta 18. studenoga 2016. u 3D, IMAX 3D 4K Laser, 4DX i drugim kinima velikog formata. Dobio je općenito pozitivne kritike kritičara i postigao komercijalni uspjeh nakon što je zaradio 814 milijuna dolara u cijelom svijetu, što je čini osmi film s najviše zaračunavanja u 2016. godini.
Film je bio nominiran za pet BAFTA-ova, uključujući i najbolji britanski film, i osvojio je za najbolji produkcijski dizajn. Nominiran je za dvije nagrade Oscar i osvojio je za najbolju kostimografiju, postajući prvi film iz Wizarding World koji je osvojio nagradu Akademije. Prvi nastavak, Čudesne zvijeri: Zločini Grindelwalda, objavljen je 16. studenog 2018. Snimanje za drugi nastavak, još uvijek neimenovanog, započet će u proljeće 2020., s predviđenim datumom izlaska u studenom 2021.

## Radnja
Godine 1926. britanski čarobnjak i "magizoolog" Newton Artimus Fido Scamander, poznat kao Newt Scamander, stiže u New York na putu za Arizonu. Nailazi na Mariu Lou Barebone, ne čarobnu ženu ("No-Maj" ili "bezjakinja ") koja je na čelu filantropskog društva New Salem. Dok je Newt sluša kako govori kako su vještice i čarobnjaci stvarni i opasni, malo stvorenje Niffler bježi iz Newtovog čarobno proširenog kovčega u kojem se nalaze različita čarobna stvorenja. Dok Newt pokušava uhvatiti Nifflera, susreće No-Maj radnika u trvornici konzervi i pekara Jakova Kowalskog, koji nenamjerno izmjenjuje kofere. Porpentina „Tina“ Goldstein demonirani je auror (visoko obučeni čarobni službenik za provedbu zakona) Čarobnog kongresa Sjedinjenih Država (MACUSA) uhapsi Scamandera i odvodi ga u sjedište MACUSA-e, kao prekršitelja čarobnih zakona. No, budući da Jakov kovčeg, koji je trenutno u posjedu Scamandera, sadrži samo pečenu robu, pušten je na bijes gospođice Goldstein. U međuvremenu, u stanu Jacoba Kowalskog, kada je otvorio ono što je mislio da je njegov kovčeg, ali to je Newtov, nekoliko bića bježi na otvoren, a neki čak i iz njegovog stana. 
Nakon što Tina i Newt pronađu Jacoba i kofer, Tina ih odvede u svoj stan i upozna ih s Queenie, njezinom sestrom. Jacob i Queenie međusobno su privučeni, premda je američkim čarobnjacima zabranjeno imati kontakt s No-Majsom. Newt odvodi Jakova u svoj čarobno prošireni kovčeg, gdje se Jakov susreće s obsurusom, parazitom koji se razvija u magično nadarenoj djeci ako potisnu njihove magične sposobnosti. Newt je to izdvojio od mlade djevojke koja je umrla (oni oboljeni rijetko žive preko desete godine). Newt uvjerava Jacoba da pomogne u potrazi za nestalim stvorenjima. Nakon što ponovno uhvate dvije od tri pobjegle zvijeri, Tina vraća kofer MACUSA-i. Dužnosnici ih uhićuju, vjerujući da je jedna od Newtovih zvijeri odgovorna za ubojstvo senatora Henry Shawaa, mlađeg, dok je u starnosti jedan Obscurus bio odgovoran. Direktor Čarobne sigurnosti Percival Graves optužuje Newta za urotu s zloglasnim mračnim čarobnjakom Gellertom Grindelwaldom i odlučuje uništiti Newtov kovčeg i izbrisati Jakovljeva nedavna sjećanja na magiju. Newt i Tina su osuđeni na neposrednu smrt u tajnosti, ali oni bježe uz pomoć Queenie i Jacoba koji također uzimaju Newtov kovčeg iz MACUSA-e. Slijedeći savjet Tininog starog doušnika goblina Gnarlacka, njih četvero pronalaze i ponovno uhvataju posljednje od odbjeglih bića. 
U međuvremenu, Graves prilazi posvojenom sinu Mary Lou Barbone, Credence, i nudi mu da ga oslobodi od majke koja ga zlostavlja. U zamjenu za to Graves želi da Credence pronađe opskur za koji vjeruje da je uzrokovao misteriozne destruktivne incidente po gradu. Credence nađe štapić ispod kreveta njegove posvojene sestre Modesty. Mary Lou pretpostavlja da je to Credenceov štapić. U trenutku kada je Credence trebao biti kažnjen, Credenceov opskur ubija Mary Lou i njezinu najstariju kćer Chastity. Graves stiže, a nakon što ga Credence dovede do Modesty, za koju pretpostavlja da je obscurusov domaćin, on odbacuje Credenca kao Squiba i odbija ga podučiti magiju kao što je ranije obećao. Credence otkriva da je pravi domaćin, živeći duže nego bilo koji drugi domaćin zbog intenziteta svoje magije. U naletu bijesa, Credence se ponovno transformira i napada grad na dnevnom svjetlu. 
Newt otkriva da se Credence skriva u tunelu podzemne željeznice, ali ga Graves napada. Tina, koja poznaje Credenca (izgubila je posao pokušavajući ga zaštititi od Mary Lou), stiže i pokušava ga smiriti, dok Graves pokušava uvjeriti Credencea da njega posluša. Kako se Credence počinje vraćati u ljudski oblik, Aurori iz MACUSA-e, zajedno s predsjednicom Picuery, stižu i protunapadom dezintegriraju Obscurus kako bi se magično društvo zaštitilo od No-Majevog znanja i odmazde. Graves priznaje svoj plan za oslobađanje Obscurusa, otkrivanje čarobne zajednice No-Majs-u i okrvanje Newta. Ljutito tvrdi kako MACUSA štiti No-Majeve više od njih samih. Dok predsjednica naređuje Aurorima da uhvate Gravesa, on napadne i počne ih poražavati. Newt ga uspijeva poraziti jednom od svojih zvijeri te se odkriva da je Graves u stvari Gellert Grindelwald. Nakon poraza, Grindewald koji je sada otkriven priveden je u pritvor.
MACUSA strahuje da je njihov tajni svijet izložen, ali Newt pušta svog Thunderbird da rasprši napitak u obliku kiše nad gradom, čime se brišu sva nedavna sjećanja Njujorčana, dok čarobnjaci MACUSA popravljaju uništenje u cijelom gradu. Queenie poljubi Jacoba zbogom dok kiša briše njegova sjećanja.
Newt se vraća u Englesku. Jakov otvara pekarnicu: Neki od njegovih proizvoda nalikuju zvijerima s kojima se ranije susretao. Queenie ulazi, a Jacob joj se smiješi, naizgled se počinje sjećati događaja koje je doživio.

## Glumačka postava
- Eddie Redmayne kao Newt Scamander, introvertirani britanski čarobnjak, magizoolog i zaposlenik Ministarstva magije. Scamander je budući autor standardnog udžbenika Čudesne zvijeri i gdje ih pronaći. Redmayne je odabran u lipnju 2015. Matt Smith i Nicholas Hoult također su razmatrani za ulogu.
- Katherine Waterston kao Porpentina "Tina" Goldstein, prizemljena vještica i bivši Auror zaposlena u MACUSA. Ona čezne boriti se za ono što je ispravno, ali srušena je na položaj znatno ispod razine svoje vještine.
- Dan Fogler kao Jacob Kowalski, genijalan No-Maj radnik u tvornici za konzerve i ambiciozni pekar koji je slučajno izložen čarobnoj zajednici New Yorka prilikom susreta s Newtom.
- Alison Sudol kao Queenie Goldstein, Tinina mlađa sestra i cimerica, opisana je kao slobodoumna velikog srca. Film je prvi dugometražnog film za Sudol. Michelle Rodriguez, Carolyn Murphy, Heather Matarazzo i Lindsey Stirling također su razmatrane za ulogu Queenie.
- Ezra Miller kao Credence Barebone, povučeni sin Mary Lou, koji je opskur.
- Samantha Morton u ulozi Mary Lou Barebone, uskogrudna No-Maj i zlosretna vođa filantropskog društva New Salem ili "The Second-Salemers", čiji ciljevi uključuju otkrivanje i ubijanje čarobnjaka i vještica.
- Jon Voight kao Henry Shaw Sr., vlasnik novina i otac američkog senatora Henry Shaw, Jr., i Langdon Shaw.
- Carmen Ejogo kao Seraphina Picquery, predsjednica MACUSA-e, Čarobnog kongresa Sjedinjenih Američkih Država. Kao takva, ona je američki ekvivalent ministra za magiju u Velikoj Britaniji.
- Colin Farrell kao Percival Graves, visokopozicionirani Auror i direktor Čarobne sigurnosti za MACUSA, odgovoran za zaštitu čarobnjaka.
- Ron Perlman kao glas Gnarlacka, gangstera goblina koji posjeduje čarobni noćni klub, nazivom "Slijepa svinja".
- Faith Wood-Blagrove kao Modesty Barebone, ukleta mlada djevojka koja je najmlađa od usvojene djece Mary Lou. Wood-Blagrove izabrana je za ulogu nakon tisuća audicija u otvorenom pozivu.
- Ronan Raftery kao Langdon Shaw, najmlađi Henry Shaw, stariji sin, koji počinje vjerovati u magiju.
- Josh Cowdery kao Henry Shaw, Jr., najstariji sin Henry Shawa; arogantan i okrutan američki senator.
- Kevin Guthrie kao nadzornik g. Abernathyja, Tine i Queenie MACUSA.
- Jenn Murray kao Chastity Barebone, sredina od usvojene djece Mary Lou.
- Gemma Chan kao Madam Ya Zhou, vještica koja je članica MACUSA.
- Johnny Depp kao Gellert Grindelwald, zloglasni, snažni mračni čarobnjak koji vjeruje u superiornost čarobnjaka i nastoji voditi novi Red čarobnjaka.
- Zoë Kravitz kao Leta Lestrange, Newtova bivša ljubav, koja je izdala njegovo povjerenje.

## Produkcija

### Razvoj
Školski udžbenik Čudesne zvijeri i gdje ih naći više je puta spomenut u djelima o Harryju Potteru, iako se njezin autor, Newt Scamander osobno ne pojavljuje. 2001. godine, Rowling je objavila izdanje navedenog "udžbenika", a sav novac zarađen od prodaje doniran je Comic Reliefu. Knjiga je vodič kroz magična stvorenja čiji je uvod napisao Newt Scamander; te ne sadrži radnju.
Film je po prvi puta najavljen u rujnu 2013., i ovo je prvi film gdje se slavna autorica J.K. Rowling okušala u scenarističkim vodama. Nakon što je Alfonso Cuarón odbio sudjelovati na projektu, Warner Bros. je objavio kako će David Yates režirati bar prvi nastavak planirane trilogije Čudesnih zvijeri. James Newton Howard je potpisao ugovor po kojem će napisati glazbu za film.

### Casting
Eddie Redmayne je odabran za glavnu ulogu Newta Scamandera u lipnju 2015. Matt Smith i Nicholas Hoult su razmatrani za ulogu. Alison Sudol i Katherine Waterston su zatim odabrane za uloge sestara vještica Queenie and Tina. Ezra Miller i Colin Farrell pridružili su se glumačkoj postavi kao čarobnjaci Credence and Graves, dok je komičar Dan Fogler izabran za ulogu Jacoba, bezjaka koji se sprijatelji s Newtom. Nakon tisuća audicija za javnost, desetogodišnja Faith Wood-Blagrove odabrana je za ulogu Modesty. Jenn Murray pristao je glumiti Chastity, dok je Samantha Morton odabrana kao Mary Lou. Jon Voight, Gemma Chan, Carmen Ejogo i Ron Perlman glume uloge bez imena.
Michael Gambon, koji je glumio Albusa Dumbledorea u šest od osam filmova o Harryju Potteru, žarko se želio pojaviti u spin-offu.

### Snimanje
Snimanje filma započelo je 17. kolovoza 2015., u Warner Bros. Studiosu u Leavesdenu. Nekolicina scena snimana je u Londonu. Nakon dva mjeseca, produkcija je relocirana u St George's Hall u Liverpoolu, koja je za potrebe snimanja preobražena u New York City 1920-ih. Londonski Framestore zaslužan je za vizualne efekte filma.

### Glazba
9. travnja 2016. najavljeno je da će James Newton Howard napisati i uglazbiti filmski soundtrack. 24. listopada, Na stranicama Pottermore objavljen je službeni prvi pogled glavne glazbene teme filma koju je napisao Howard. Glavna je tema sadržavala elemente tema prijašnjih filmova koje je napisao John Williams. Soundtrack je 18. studenog objavio WaterTower Music.

## Reakcije

### Kritike
Čudesne zvijeri i gdje ih naći dobio je većinom pozitivne kritike. Rotten Tomatoes dodijelio je filmu ocjenu 73% bazirano na osvrtima 256 kritičara, prosječnog ratinga 6.8/10

### Nagrade i nominacije
| Nagrada                                             | Datum dodjele      | Kategorija                 | Nominirani                                  | Rezultat   | Izvori |
| --------------------------------------------------- | ------------------ | -------------------------- | ------------------------------------------- | ---------- | ------ |
| Nagrada Critics Choice                              | 11. prosinca 2016. | Najbolja scenografija      | Stuart Craig, James Hambidge i Anna Pinnock | Nominiran  | [ 34 ] |
| Nagrada Critics Choice                              | 11. prosinca 2016. | Najbolja kostimografija    | Colleen Atwood                              | Nominiran  | [ 34 ] |
| Nagrada Critics Choice                              | 11. prosinca 2016. | Najbolja šminka            |                                             | Nominiran  | [ 34 ] |
| Nagrada Critics Choice                              | 11. prosinca 2016. | Najbolji vizualni efekti   |                                             | Nominiran  | [ 34 ] |
| Nagrada Teen Choice                                 | 31. srpnja 2016.   | Choice AnTEENcipated Movie |                                             | Nominiran  | [ 35 ] |
| Nagrada Evening Standard British Film Awards        | 9. prosinca 2016.  | Nagrada uredniku           |                                             | Osvojio    | [ 36 ] |
| Washington D.C. Area Film Critics Association       | 5. prosinca 2016.  | Najbolja scenografija      | Stuart Craig i Anna Pinnock                 | Nominiran  | [ 37 ] |
| Nagrade St. Louis Gateway Film Critics Associationa | 18. prosinca 2016. | Najbolja scenografija      | Stuart Craig i James Hambidge               | Izjednačen | [ 38 ] |

Bilješke
1. ↑  Izjednačen s Jeanom Rabasseom za film Jackie i Davidom Wascoom za film La La Land

## Vanjske poveznice
- Službena stranica na Warner Bros.
- Čudesne zvijeri i gdje ih naći u internetskoj bazi filmova IMDb-a
- Čudesne zvijeri i gdje ih naći (2016.) na Rotten Tomatoes
- Čudesne zvijeri i gdje ih naći (2016.) na Box Office Mojo